# Конюхов, Станислав Николаевич
Станисла́в Никола́евич Ко́нюхов (12 апреля 1937, с. Бекренево, Лежский район, Вологодская область, РСФСР — 3 апреля 2011) — учёный, инженер и конструктор в аэрокосмической области.
Доктор технических наук (1987), профессор (1991), академик Национальной академии наук Украины (отделение механики, с декабря 1992); генеральный конструктор и генеральный директор Государственного КБ «Южное» им. М. К. Янгеля (соответственно с 1991 и 1995); заведующий кафедры проектирования летательных аппаратов Национального аэрокосмического университета им. Жуковского (с 1995); член Совета по вопросам науки и технической политики при Президенте Украины (с марта 1996); член Комитета по государственным премиям Украины в области науки и техники (с июня 2000). Герой Украины (2004), Заслуженный машиностроитель Украины (1993).

## Биография
Родился 12 апреля 1937 года в с. Бекренево, Лежский район (ныне Грязовецкий район) Вологодской области.
Вырос в Днепропетровске. Окончил Днепропетровский государственный университет, физико-технический факультет (1959).
С 1959 года работал в КБ «Южное» (с 1991 года — генеральный конструктор, с 1995 года — также генеральный директор). В 1987—1992 годах — заведующий кафедры системного проектирования Института повышения квалификации Министерства общего машиностроения СССР. Вице-президент Международной академии астронавтики (с октября 2004 года).
Автор свыше 240 научных работ в области статики и динамики стойкости, рациональных способов обеспечения пространственной ориентации, механики взаимодействия твёрдых тел с препятствиями при гиперзвуковых скоростях, в частности:
- М. К. Янгель — главный конструктор ракетно-космических систем (1996[2]
- Вероятностно-статистические методы проектирования систем космической техники (1997)
- Минометный старт межконтинентальных баллистических ракет (1997)
- «Янгель. Уроки и наследие (2001, соавтор).

В 2006 году был кандидатом в депутаты от Партии патриотических сил Украины, № 2 в списке (оставаясь беспартийным).
Скончался 3 апреля 2011 года от скоротечного воспаления лёгких. Был похоронен на Аллее Героев Запорожского кладбища в Днепре.

## Награды и отличия
Лауреат:
- Государственной премии СССР (1977),
- премии имени М. Янгеля (1991),
- Государственной премии Украины в области науки и техники (3 декабря 2001 года) — за создание и освоение производства отечественных зерноуборочных комбайнов КЗС-9-1 «Славутич» и КЗС-1580 «Лан»[3],
- Премии Правительства Российской Федерации в области науки и техники (2 марта 2005 года) — за создание ракетно-космической системы на базе стратегических ракет РС-20 для запуска космических аппаратов (программа «Днепр»)[4].

Академик:
- Академии инженерных наук Украины (1991),
- Международной инженерной академии (1992),
- Академии космонавтики им. К. Циолковского (1994),
- Нью-Йоркской Академии наук (1996),
- Международной академии астронавтики (1997).

Награды и звания:
- Орден Трудового Красного Знамени (1982).
- Заслуженный машиностроитель Украины (27 октября 1993 года) — за значительный личный вклад в повышение эффективности производства, создание и освоение новых видов продукции[5].
- Почётный знак отличия Президента Украины (1994).
- Орден «За заслуги» ІІ степени (2 апреля 1997 года) — за выдающийся личный вклад в создание ракетных и космических комплексов, не имеющих аналогов в мировой практике[6].
- Орден Дружбы (7 апреля 1997 года, Россия) — за большой вклад в развитие ракетно-космической техники, укрепление дружбы и сотрудничества между народами России и Украины[7].
- Золотая медаль В. Ф. Уткина (2003).
- Герой Украины с вручением ордена Державы (12 апреля 2004 года) — за выдающиеся личные заслуги перед Украинским государством в развитии отечественного ракетостроения, весомые трудовые свершения[8].
- Орден Почёта (22 мая 2004 года, Россия) — за большой вклад в укрепление российско-украинского сотрудничества в области разработки и освоения ракетно-космической техники[9].
- Орден «За заслуги» І степени (10 апреля 2007 года) — за значительный личный вклад в укрепление ракетно-космического потенциала Украины, весомые достижения в создании и внедрении космических систем и технологий, высокое профессиональное мастерство[10].
- Благодарность Президента Российской Федерации (16 февраля 2008 года, Россия) — за большой вклад в развитие российско-украинского сотрудничества в освоении космического пространства[11].
- Орден князя Ярослава Мудрого V степени (9 апреля 2009 года) — за значительные достижения в фундаментальных и прикладных научных исследованиях, разработке, внедрении и производстве современной ракетно-космической техники, многолетний добросовестный труд[12].
- Почётный гражданин Днепропетровска (2011, посмертно)[13].